# Cratere Judith
Judith  è un cratere sulla superficie di Venere.